# 経済外交
経済外交（Economic Diplomacy）は外交政策の一種である 。経済外交とは、 国家が国益の最大化を目的するために行われる広範な経済的手段を使用を指す。経済外交の範囲を含めた状態の主な国際的な経済活動のすべてを包含する。しばしばエコノミック・ステイトクラフトと同義で言及されることもある。 
経済外交は、 世界貿易機関 （WTO）代表されるような標準設定機関における交渉を含めた経済政策問題に深く関係する。経済問題に従事する外交官は、外国の経済政策を監視および報告し、自国政府にそれらに最も影響を与える方法について助言を与える。経済外交は、特定の外交政策目標を追求して、報酬または制裁のいずれかを経済的資源を使用する。 

## 背景と定義
経済外交とは、伝統的に、意思決定、政策決定、国営企業の利益の発信の提唱として定義される。経済外交には、対象国の政治的経済的環境および主体となる国の経済的利益を分析する技術的専門知識が必要となる。 

### 3つの要素
1.商業外交とNGO ：政治的影響と関係を利用して、国際貿易と投資を促進または影響を与え、市場の機能を改善し、市場の失敗に対処し、国境を越えた取引のコストとリスクを削減する。 
2.構造政策と二国間貿易投資協定 ：紛争発生のコストを高め、協力と政治的に安定した関係の相互利益を強化する、すなわち経済的安全性を高めるための経済的資産と関係の使用。 
3.国際機関 ：これらの目的を促進し、制定するために、正しい政治情勢と国際的な政治経済環境を統合する方法。 

## 国家ごとの戦略

### ブラジル
ブラジルは発展途上国との経済外交に取り組むために協調的協調外交を行ってきた。ブラジルは、 教育や農業などの分野で技術知識を共有するリーダーになることを目指しているとされる。

### 中国
経済外交は中国の外交政策の中心的側面だである。著しい経済成長を経験した中国は、主に貿易を通じた経済外交を行い、またソフトパワーを蓄積または誘引する手段として利用してきた。

### アメリカ
米国には、 ウィリアム・ハワード・タフトの ドル外交にまで遡る経済外交の長い歴史がある。 米国は、おそらく最も重要な経済外交イベントであるブレトンウッズ会議の中心でもあった。 ブレトンウッズ会議では、 国際通貨基金と国際復興開発銀行が設立された。 
経済外交はアメリカ外交の中で常に重要な役割を果たしてきたが、経済外交は、 ヒラリー・クリントン国務長官のリーダーシップの下で、 バラク・オバマ大統領の第一期に重要性を増した。 
この時期クリントンは国務長官としての主要な政策演説の中で、クリントンは、経済的国家が（アメリカの）外交政策アジェンダの中心にあると述べた。各国については以下のように言及した。

#### クリントン国務長官の地域経済外交戦略
ロシアについて： 「米露関係においては政治と安全保証問題が何十年も支配していたとしても、現在我々はロシアの世界貿易機関への加盟を支援することに注力しており、 南シナ海や北極海のような場所での資源開発に関しても航行の自由と規則に基づくアプローチの保護に特別な関心を置いています。」 
ヨーロッパについて： 「アメリカとヨーロッパは、世界の経済生産高の半分を占めていますが、世界貿易については3分の1を占めるのみです。私たちはもっと貿易を促進することができますし、そうすべきです。」 

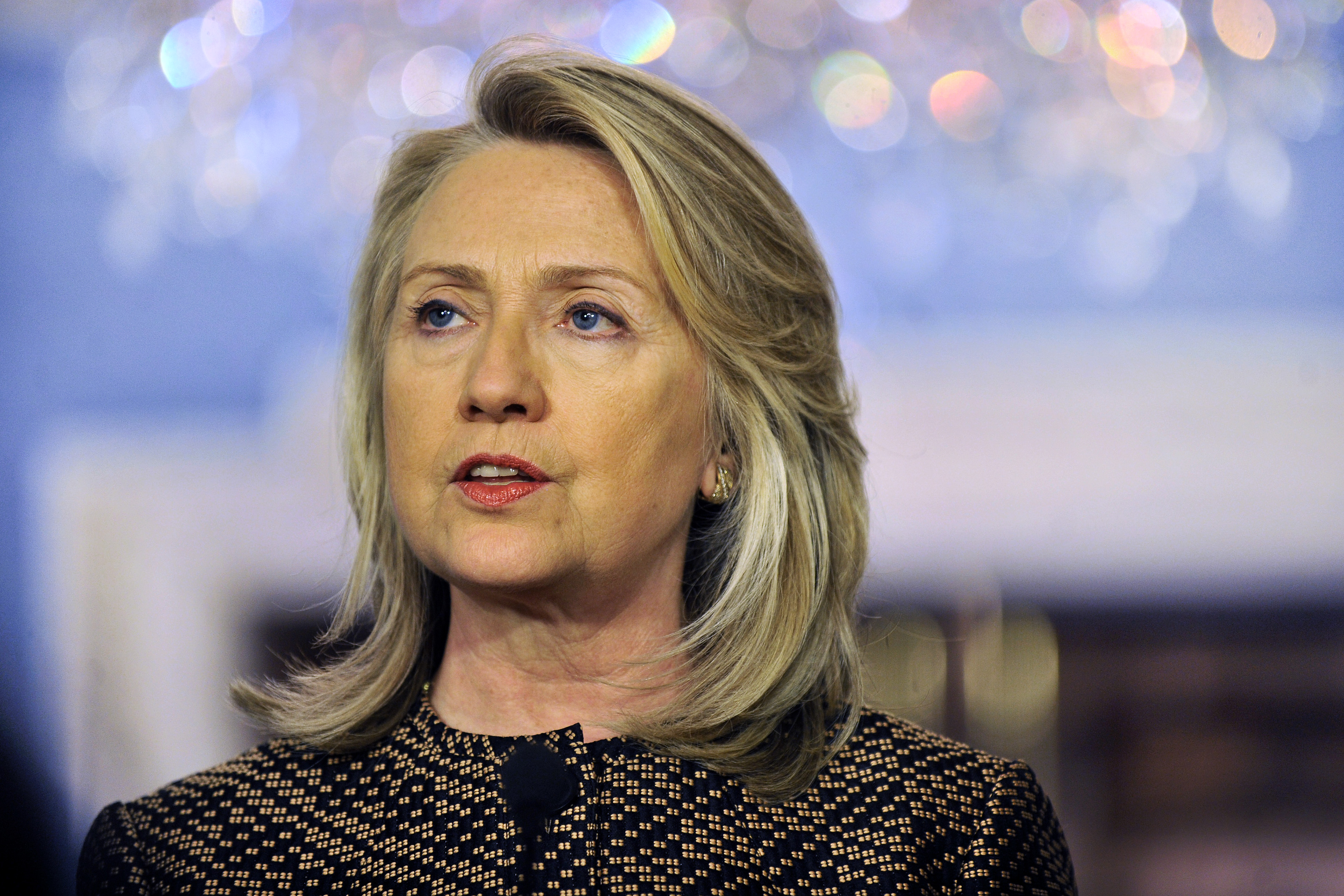
元国務長官 ヒラリー・クリントン は国務省在職中に経済外交を優先した

中国について： 「私たちも資本の自由な流れを促進する必要があります。しっかりした規則に裏付けられた双方向の投資は、米国における成長と雇用の創出に不可欠です。 

#### トランプ政権の地域経済外交戦略
中国に対して：
トランプ政権が就任する前、以前の米国政権は中国政府と相互に有益な関係を維持することを主眼に置いていた。しかし、トランプ政権はこうした関係に懐疑的である。こうした見解は、2018年10月4日に公式のものとなり、ペンス副大統領は、中国の姿勢を変えさせるための米国による圧力について演説を行った。

### インド
インドは主に貿易と経済援助を通じて経済外交を行ってきた。例として、 バングラデシュとのより強固で安定した関係を構築するために、インドは8億ドルのソフトローンを付与し、2億ドルの援助を提供した。 